# Y Tịch (xã)
Y Tịch là một xã thuộc huyện Chi Lăng, tỉnh Lạng Sơn, Việt Nam.
Xã Y Tịch có diện tích 46,64 km², dân số năm 1999 là 3.713 người, mật độ dân số đạt 80 người/km².
Theo thống kê năm 2019, xã Y Tịch có diện tích 46,64 km², dân số là 3.622 người, mật độ dân số đạt 78 người/km².